# Los Molares
Los Molares è un comune spagnolo di 2 688 abitanti situato nella comunità autonoma dell'Andalusia.